# Anaximène de Lampsaque
Pour les articles homonymes, voir Anaximène (homonymie).
Anaximène (en grec ancien : ᾿Αναξιμένης) de Lampsaque (380-320 av. J.-C.) est un historien et maître de rhétorique grec, couramment identifié dans l'Antiquité parmi les sophistes.
Son père se prénomme Aristoclès ; élève de Zoïlos et de Diogène le Cynique, il était contemporain d'Alexandre le Grand dont il fut, avec Aristote, l'un des précepteurs, et qu'il aurait accompagné lors de son expédition asiatique.
Selon Pausanias, il empêcha la destruction de sa patrie : Alexandre, irrité contre Lampsaque qui avait pris parti pour Darius III, voulait ruiner cette ville ; voyant Anaximène qui venait lui demander la grâce de sa patrie, il jura de ne pas lui accorder ce qu'il allait lui demander ; alors le philosophe le pria de détruire Lampsaque : désarmé par cette ruse, Alexandre pardonna. Mais d'autres anecdotes laissent entendre qu'il n'était guère apprécié de son élève, qui lui préférait Aristote.
Anaximène aurait écrit trois œuvres historiques dont il ne reste, au mieux, que des fragments :
- Une histoire de la Grèce, que Pausanias[1] appelle τὰ ἐν ῞Ελλησι ἀρχαῖα, mais qui est d'ordinaire intitulée πρώται ἱστορίαι ou πρώτη ἱστορία ;
- Des Philippiques ou Histoire de Philippe II de Macédoine, en au moins huit livres[2];
- Une Histoire d'Alexandre le Grand[3].

## Œuvre
Rhétoricien, il a écrit des traités (tous perdus) qui semblent avoir été d'inspiration isocratique, tout en se montrant, en tant qu'orateur, un spécialiste de l'improvisation. Sa célébrité aujourd'hui tient surtout à ce que beaucoup de savants modernes en font l'auteur de l'ouvrage anonyme du IVe siècle av. J.-C., la Rhétorique à Alexandre, jadis faussement attribué à Aristote, selon une citation concordante de Quintilien. Mais ce traité, sous la forme sous laquelle il nous est parvenu, à partir des manuscrits médiévaux, fut grandement remanié et refondu si on compare avec un papyrus d'Égypte. La reconstitution du traité originel semble inaccessible. On souligne qu'il est probable que Anaximène soit l'auteur du traité à la condition que le traité dont évoque le témoignage de Quintilien soit largement différent de celui qui est parvenu par la tradition manuscrite.

## Sources
- Diogène Laërce, Vies, doctrines et sentences des philosophes illustres [détail des éditions] (lire en ligne) (II, 3).

Encyclopædia Britannica,onzième édition, aujourd'hui dans le domaine public. 
- Pausanias, Description de la Grèce, 6, 18, 2.
- Denys d'Halicarnasse, Isée, 19, 3.
- Souda, s. v. Anaximène de Lampsaque.
- P. Chiron, Pseudo-Aristote, Rhétorique à Alexandre, Belles Lettres, 2002 (voir, sur Anaximène les p. LXXXIII-LXXXVIII et CV-CVI).
- Notices d'autorité :   - VIAF
  - ISNI
  - BnF (données)
  - IdRef
  - LCCN
  - GND
  - Italie
  - CiNii
  - Espagne
  - Pays-Bas
  - Israël
  - NUKAT
  - Suède
  - Vatican
  - Australie
  - Norvège
  - Tchéquie
  - Lettonie
  - WorldCat